# Linchamiento de Robert S. Maynard
Robert S. Maynard fue un hombre originario de Illinois, quien a los 21 años de edad  fue linchado en Jacksonville, Oregón, en mayo de 1852 por haber asesinado a  J.C. Platt.  Como Maynard fue asesinado extrajudicialmente en la horca, este fue el primer ahorcamiento y el primer linchamiento registrado en el sur de Oregón, donde aún no se habían designado tribunales.

## Antecedentes
Maynard empleaba los pseudónimos Jackson Maynard y John Brown, y múltiples fuentes le llaman únicamente Brown.  Fue conocido como apostador,   y como natural del condado Pike, en Illinois.  Las minas de oro habiendo sido descubiertas apenas a finales del año anterior,  Jacksonville no se fundó sino hasta el año mismo del asesinato, y el área se conocía hasta ése momento como Rogue River. 

## Asesinato
Maynard disparó a J.C. Platt —también conocido como John D. Platt  y como Samuel Potts— con un arma prestada, porque Platt le llamó mentiroso; la víctima "no hizo ningún intento de asalto".

## Linchamiento
Maynard fue ahorcado por mineros, en lo que The Daily Alta California caracterizó como un "linchamiento". Maynard pidió a los espectadores que señalaran su tumba y "dijeran que allí yace un hombre que no sería insultado".
Como no había tribunales de justicia organizados en ese momento, la prensa de Nueva York calificó el asesinato como "ley de masas" y "necesario";  Asimismo, la History of Southern Oregon (español: Historia del sur de Oregón) de 1884 describió la ejecución extrajudicial como "una ley más elevada, más fuerte y más efectiva que los códigos escritos [...] administrada por el tribunal popular". 
Por el contrario, Herman F. Reinhart atestiguó unos años más tarde que «los alborotados mineros [...] sobredimensionaron su prejuicio contra el apostador», puesto que los apostadores se habían vuelto «fuente de irritación para los mineros, quienes habían perdido dinero» con ellos, y, siendo Maynard uno de los apostadores, como consecuencia los «mineros estaban a favor de linchar» a Maynard de inmediato. Los mineros designaron «cincuenta hombres (“vigilantes")» [español: vigilantes parapoliciales] para impedir que Maynard escapase su ahorcamiento.
Cincuenta años después del ahorcamiento, The Sunday Oregonian caracterizó el linchamiento como "justicia rápida e infalible de los mineros".